# Kościół Niepokalanego Serca Najświętszej Maryi Panny w Krakowie (ul. Smoleńsk)
Kościół Niepokalanego Serca Najświętszej Maryi Panny – zabytkowy rzymskokatolicki kościół parafialny oraz konwentualny sióstr felicjanek znajdujący się w Krakowie, w dzielnicy I Stare Miasto przy ul. Smoleńsk 6, na Nowym Świecie.
Zbudowany został w latach 1882–1884 według projektu Feliksa Księżarskiego. Przeznaczony był dla felicjanek wysiedlonych z zaboru rosyjskiego po upadku powstania styczniowego. Obok, w domku w ogrodzie, funkcjonowała prowadzona przez zakonnice Kuchnia Studencka im. Siostry Salomei.
Kościół zbudowany został w stylu neoromańskim, jest pseudobazylikowy, posiada empory. Jego wieżę zdobi złota korona, na wzór kościoła mariackiego. W samym kościele znajduje się grób bł. matki Angeli, założycielki zgromadzenia felicjanek.
W 1931 r. felicjanki w zamian za gospodarstwo w Tyńcu odstąpiły część ogrodu przy rogu ulic Straszewskiego i Zwierzynieckiej – na tym miejscu zbudowano wówczas Dom Katolicki z kinem "Świt", a obecnie mieści się tutaj filharmonia.

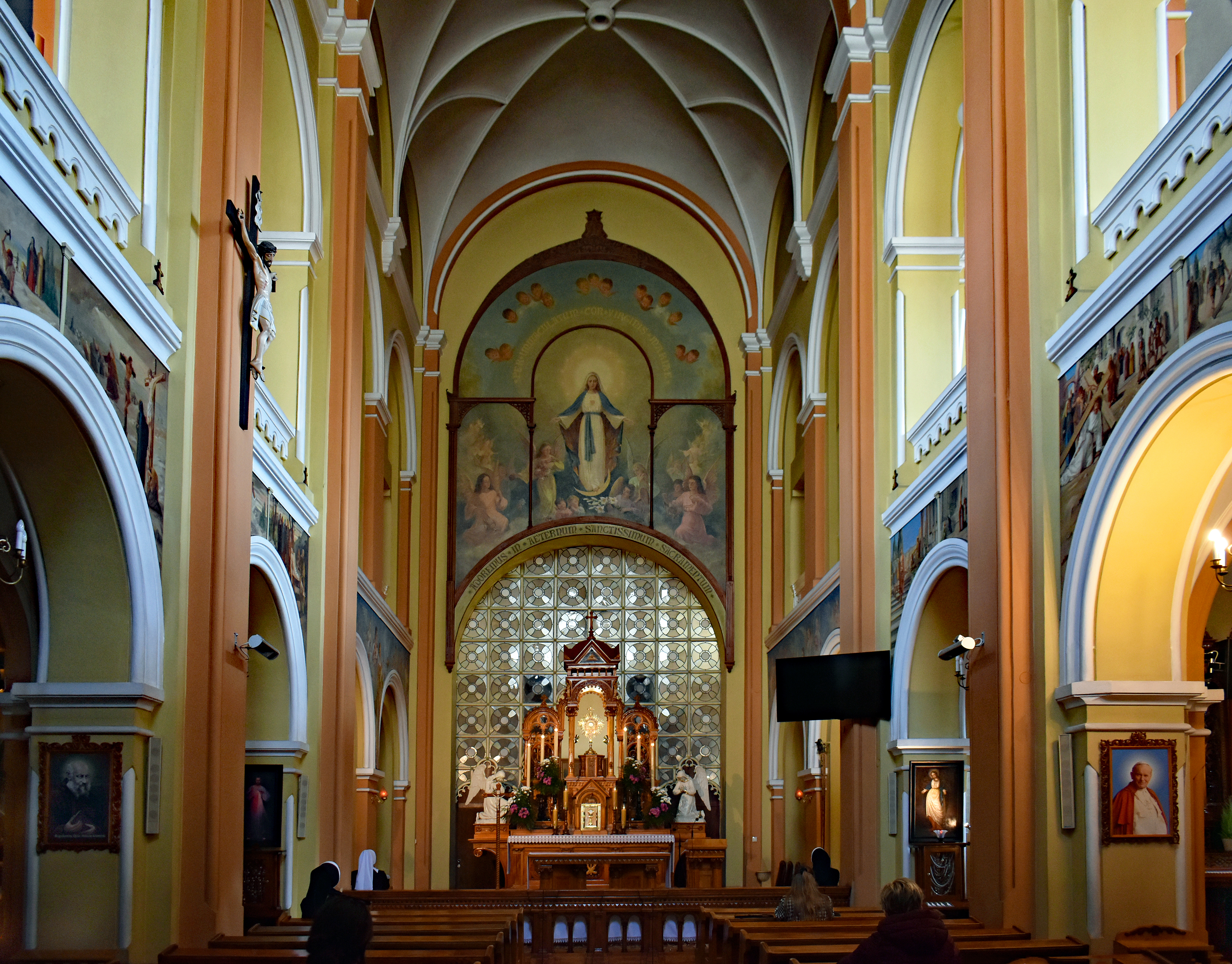
Wnętrze kościoła